# Murailles médiévales d'Évora
Les murailles médiévales d'Évora ou château d'Évora, fait référence aux murailles de la ville érigées par Alphonse IV du Portugal et Ferdinand Ier du Portugal. Elle est située dans la freguesia de Santo Antão (pt), sur le territoire de la municipalité d'Évora (district d'Évora, Portugal),. 
Il est classé Immeuble d'intérêt public (Catégorie IIP) Monument national depuis 1933.
et fait partie du Centre Historique d'Évora classé dans la liste du patrimoine mondial établie par l'UNESCO.

## Histoire

### Contexte
Si le site actuel d'Évora était occupé dès la préhistoire, c'est à l'époque de la Conquête romaine de l'Hispanie que le peuplement devint particulièrement important, quand fut fondé un oppidum appelé Ebora Cerealis.
Fidèle à Jules César lors de la guerre qui opposa ce dernier à Pompée, Évora fut récompensée par le nom de Liberalitas Julia vers 60 av. J.-C. Elle bénéficia également d'importants travaux publics. L'importance de la ville à cette époque est confirmée par les ruines du temple romain d'Évora et par les vestiges de murailles encore visibles sur la place de la Misericorde, à côté du Passeio de Diana.
Avec l'arrivée du christianisme, la ville devint évêché au IVe siècle. Son importance se maintint sous la domination des Wisigoths, devenant centre de frappe de monnaie. À cette époque, trois tours furent érigées, parmi lesquelles la Torre de Sisebuto, encore visible. Elles ne furent pas sensiblement modifiées pendant la conquête musulmane de l'Hispanie.

### Le château médiéval
À l'époque de la Reconquista, Évora fut initialement prise par Alphonse Ier de Portugal (1159). Reprise peu de temps plus tard par les Maures, sa conquête définitive sera plus tard le fait de Geraldo Sem Pavor, en 1165, avec l'aide des premiers cavaliers de l'Ordre de Calatrava, fondé au Royaume de Castille deux ans auparavant et qui, au Portugal, avaient reçu le nom de Frades de Évora, s'étant installés dans cette ville. Les sources indiquent que déjà en 1181 ces moines-chevaliers étaient dénommés « Ordre d'Évora », puis plus tard Ordre d'Aviz, quand ils installèrent leur siège en ce lieu.
Pendant le règne de Sanche Ier de Portugal (1185-1211), ce fut avec l'aide de ces chevaliers que la ville résista à l'assaut des Almohades commandés par Abu Yusuf Yaqub al-Mansur (1191), à une époque où les frontières portugaises furent repoussées jusqu'au Tage.
Bien que l'on attribue le début des œuvres d'agrandissement des lignes de défense d'Évora au règne de Denis Ier de Portugal  (1279-1325), c'est à son successeur Alphonse IV de Portugal (1325-1357) qu'on les doit, ce monarque y ayant séjourné de longues périodes. C'est de là qu'il partit pour la Bataille de Tarifa (1340). Les documents de la chancellerie de Pierre Ier de Portugal (1357-1367) sont les premiers à mentionner l'enceinte de la ville, en faisant référence à des barbacanes, fossés et murs. Ces ouvrages furent terminés sous le règne de Ferdinand Ier de Portugal (1367-1383), ce qui amène certains auteurs à l'appeler « enceinte fernandine ». Sous ce règne il est également fait mention pour la première fois de la Porte du Raimundo (1373).
On affirme qu'en 1832, sur ordre de Éléonore Teles de Menezes, fut détenu au château Jean Ier de Portugal, fils bâtard de Pierre Ier de Portugal, maître de l'ordre d'Aviz, sous l'accusation de participer à une conspiration contre le monarque, à laquelle participait également Gonçalo Vasques de Azevedo. Jean fut seulement libéré grâce à l'intercession du comte de Cambridge, fils d'Édouard III d'Angleterre et frère de Jean de Gand, qui commandait les troupes anglaises présentes à l'époque au Portugal, en raison des prétentions d'Édouard sur le trône de Castille.
Au début de la crise portugaise de 1383-1385, le bailli du château, Álvaro Mendes de Oliveira, prit le parti de la régente Éléonore, dont la fille Béatrice de Portugal avait épousé Jean Ier de Castille. Mais la faction indépendantiste, opposée à l'union des dynasties portugaise et castillane, et qui luttait pour s'emparer de Lisbonne, Beja, Portalegre et Estremoz, prit également le château d'Évora.
« […] logo em esse dia Diogo Lopes Lobo e Fernão Gonçalves d'Arca, e João Fernandes, seu filho, que eram uns dos grandes que aí havia, e levantaram e foram combater o castelo, subindo em cima da Sé, e isso mesmo do açougue, que são lugares altos, e dali atiravam muitos virotões aos que estavam no castelo, o qual era muito forte de torres e muro e cercado de cava e mui mau de tomar sem grande trabalho. E por os fazerem render mais asinha, tomaram as mulheres e os filhos dos que dentro estavam e puseram-nos em cima de senhos carros, todos amarrados, que eram um jogo que os meudos em semelhante caso muito costumavam fazer; e chegaram assim à porta do castelo bradando aos de cima que saíssem fora e o desamparassem, senão que as mulheres e filhos lhes queimariam todos. »
— — (Fernão Lopes, Crónica de el-rei D. João I

« Dès ce jour, Diègue Lopes Lobo et Ferdinand Gonçalves d'Arca, ainsi que son fils Jean Fernandes, qui étaient parmi les grands d'alors, se levèrent et allèrent conquérir le château. Ils montèrent la Sé et la boucherie, qui sont des bâtiments hauts, et de cette hauteur tiraient de nombreux carreaux d'arbalète sur ceux qui se trouvaient dans le château, qui était fort de ses tours et de ses murs, entouré d'un fossé, et difficile à prendre sans de grands efforts. Ils prirent les femmes et les enfants qui se trouvaient auprès d'elles, et les attachèrent en haut de charrettes, tous ligotés, ce qui était un jeu auquel les enfants en des cas similaires jouaient souvent ; et arrivant ainsi à la porte du château, ils exigèrent de leurs cris de ceux qui étaient au-dessus d'eux, qu'ils sortent du château et leur en laissent la possession, faute de quoi ils bruleraient femmes et enfants. »
Une fois que les occupants du château se furent rendus à la suite de ce subterfuge, le bâtiment fut l'objet de déprédations. Ceux qui étaient considérés comme s'étant prononcés en faveur de la Régente furent massacrés. Parmi ceux qui moururent ainsi, on compte l'abbesse des sœurs de Saint Benoît, suivie jusqu'en l'église de la Sé, où elle s'était réfugiée.
L'ancienne enceinte fut agrandie sous le règle d'Alphonse V de Portugal (1438-1481).
Au XVIe siècle, l'ouverture Nord, en arc et recouvert de carreaux, fut remplacée par une ouverture plus grande. La Porta da Alagoa foi cédée au couvent de Sainte Hélène du Mont Calvaire par Sébastien de Portugal (1568-1578), pour la réalisation d'une terrasse élevée (1571).

### De la guerre de Restauration à la Guerre péninsulaire
Dans le contexte de la guerre de Restauration portugaise, les défenses d'Évora furent modernisées. Des lignes fortifiées transformèrent le château en véritable place forte. Il tomba cependant à la suite d'un siège et des assauts des forces espagnoles commandées par Don Juan d'Autriche (mai 1663). À cette occasion, la porta da Alagoa fut détruite. Le château fut repris par les Portugais un mois plus tard, le 24 juin 1663.
Pendant la guerre péninsulaire, il n'eut pas un grand succès dans la résistance aux forces françaises du général Louis Henri Loison, faute de munitions suffisantes. 
En 1845, le passage couvert qui permettait l'accès Nord, et qui avait cinq cents ans, fut démoli et remplacé par le passage actuel, qui permet le trafic routier entre Évora et Arraiolos ; en 1880, la Porta do Raimundo fut démolie et remplacée.

### De nos jours
Les défenses du château sont classées aux Monuments nationaux par décret du 4 juin 1922.
La petite tour de défense sud-ouest a été presque intégralement refaite en 1945.
À la fin de 1993, des travaux d'édification d'une porte ont été entrepris, entre les deux tours de défense du sud-ouest, près du Postigo dos Penedos. L'ouvrage, en marbre, a pour objectif de permettre l'accès pédestre au centre historique depuis l'extérieur des murs.

## Caractéristiques
La muraille de la ville, qui date du bas Moyen Âge, a conservé l'essentiel de ses lignes. Certains tronçons et éléments architecturaux significatifs sont bien conservés.
On notera en particulier la Porta de Avis (décrite en 1353), la Porta de Mendo Estevens (Porta do Moinho de Vento), la Porta da Alagoa (défendue par une tour), la Porta de Alconchel (la principale porte de la ville, protégée par deux grandes tours). 
Le tronçon de muraille entre la Portas da Alagoa et la Porta do Raimundo a conservé ses traits d'origine, n'ayant pas été modifiée lors des campagnes de travaux des XVIIe et XVIIIe siècles. La Porta da Alagoa a cependant perdu ses caractéristiques initiales à la suite de constructions successives. La Porta do Raimundo a été démolie 1880 pour être reconstruite dans un style ancien.